# Estanislau Romanowski
Estanislau Romanowski (Santa Catarina, 1 de novembro de 1919 — 11 de outubro de 1987) foi um político brasileiro.
Filho de Francisco Romanowski e de Helena Romanowski. Foi casado com Maria de Lourdes Romanowski, com quem teve dois filhos e, posteriormente, quatro netos. 
Foi deputado à Assembleia Legislativa de Santa Catarina na 3ª legislatura (1955 — 1959).